# 니시무라 쇼지
니시무라 쇼지(일본어: 西村 祥治, 1889년 11월 30일 ~ 1944년 10월 25일)는 일본 제국 해군의 군인으로, 아키타현 오가시 출신이다.
지역 유지의 집안의 13남매 중 다섯째로 4남인 니시무라는 아키타 중학교(오늘날의 아키타 고등학교)에 입학하나 재학중, 강압적인 기숙사 사감이 이를 참다 못한 기숙사생들에게 습격당한 사건에 연루되어 요코테 중학교(오늘날의 요코테 고등학교)로 전학하여 졸업했다. 이어 해군병학교 39기로 입학한 니시무라는 1911년에 이를 졸업하고 순양함 아소, 전함 미카사, 히에이 등에 승무했다. 이후 1917년부터 1922년까지 해군대학교를 다니고 나서 여러 배를 거쳐 1929년에 구축함 시라쿠모의 함장이 되었다. 이어 26구축대를 시작으로 여러 소규모 함대의 사령관을 전전하다가 1940년에 중장으로 진급했다. 니시무라는 어뢰를 활용한 전투에 능한 사람으로, 감시의 명인(見張りの神様)으로도 불렸다.
1944년 10월, 레이테 만 전투 당시에 제1유격부대 제3부대, 통칭 니시무라 함대의 사령관으로 참전, 25일 벌어진 수리가오 해협 전투에서 불과 7척의 함대를 이끌고 79척의 미국·오스트레일리아 연합 함대를 상대로 분전했으나 전사했다. 주력 함대인 구리타 다케오의 함대가 전투로 늦어져 미국 함대를 양쪽에서 공격하는 원래 계획이 실현 불가능함을 인지하고도 그대로 진격한 니시무라의 지휘에 대해서 니시무라를 긍정적으로 평 했던 새뮤얼 모리슨(en)이 '최저의 제독'이라고 혹평하는 등 무모했다는 평이 지배적이지만, 오자와 지사부로는 레이테에서 진지하게 제대로 싸운 자는 니시무라 뿐이었다고 평하는 등 평이 엇갈리는 면이 있다.
니시무라에게는 3명의 아들이 있었으나 2남과 3남은 요절했으며, 장남 세이지(禎治)는 해군 대위까지 진급했으나 1941년 필리핀 근해에서 이동 중 사고로 숨졌다. 한편 우익운동가 니시무라 슈헤이는 자신이 니시무라 쇼지와 인척관계임을 주장했다.